# Frank Vignola
Frank Vignola (West Islip, 30 dicembre 1965) è un chitarrista statunitense.

## Biografia
Di origini italoamericane, cresce a New York dove inizia a soli sei anni lo studio della chitarra, prendendo a modello musicisti appartenenti ai generi più disparati, tra i quali Django Reinhardt, Les Paul e Frank Zappa. Una volta adulto, approfondito lo studio dello strumento al Centro delle Arti Culturali di Long Island, figura, nei primi anni '80, come sideman accanto a personaggi di spicco nel panorama musicale mondiale, quali Madonna, Ringo Starr e Leon Redbone.

Solo in seguito, tornato a New York nel 1988, forma per la prima volta una propria band, con la quale comincia a cimentarsi su tributi all'attività musicale di Django Reinhardt, meritandosi l'attenzione del New York Times.
All'età di 28 anni, firma un contratto con la casa di produzione discografica della Concord Jazz, per la quale incide il suo primo disco come leader, "Appel Direct", a cui seguono altri album quali "Let it Happen", nel '94, e "Look Right, Jog Left", nel '96. Nel 2001, incide un nuovo disco per chitarra solista, dal titolo "Blues for a Gipsy", in cui viene ulteriormente sviluppata la pratica del Gipsy Jazz, di cui Vignola è uno dei più autorevoli esponenti. Nello stesso periodo, si esibisce con artisti quali il violinista Mark O' Connor, il trombettista Wynton Marsalis (assieme ai quali partecipa nel 2010 al festival "Jazz in Marciac") e il chitarrista Tommy Emmanuel. E in particolare la collaborazione con quest'ultimo diviene molto prolifica: con Tommy Emmanuel pubblica, infatti, l'album "Just Between Frets" ed intraprende un tour mondiale che, tra il 2010 e il 2013, lo vede impegnato in concerti e seminari. L'insegnamento è, d'altronde, una delle componenti principali dell'attività di Frank Vignola: sono 18 i metodi per chitarra Jazz da lui stesi e curati. Sempre al 2013 risale il suo ultimo album, "Melody Magic", inciso, in duo, con il chitarrista Vinny Raniolo, già da tempo membro abituale dei suoi numerosi complessi. 

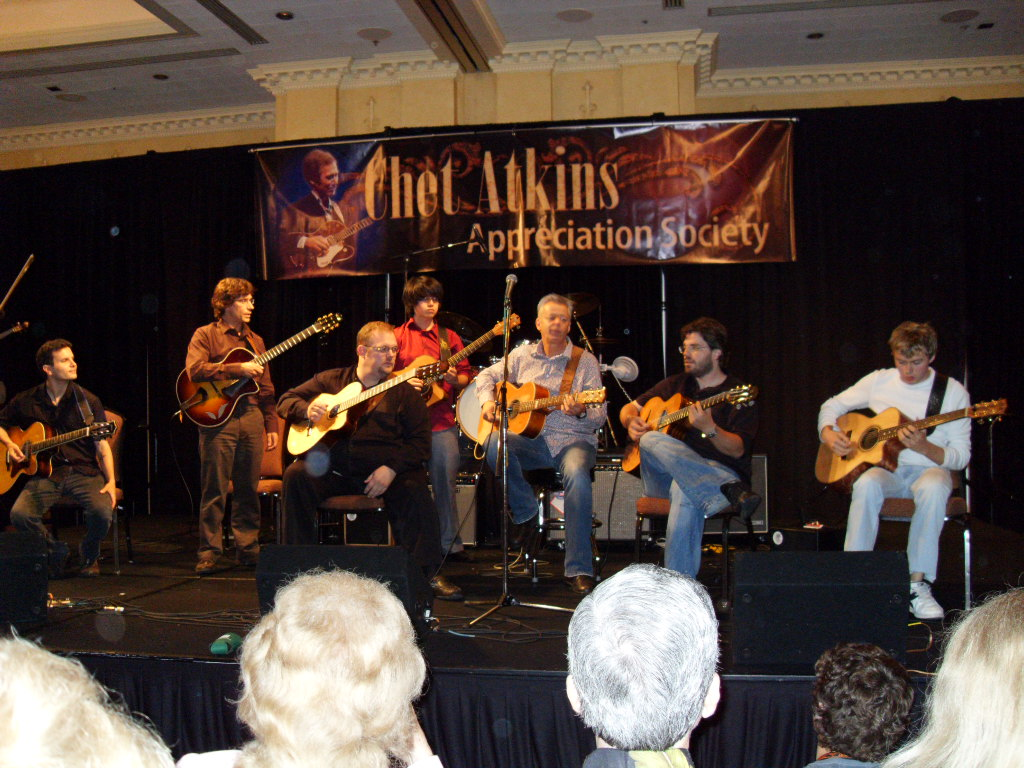
Vinny Raniolo e Frank Vignola (rispettivamente, il primo e il secondo da sinistra) in concerto con Joscho Stephan e Tommy Emmanuel.

## Discografia
- Appel Direct (Concord Jazz, 1993)
- Let it Happen (Concord, 1994)
- Look Right, Jog Left (Concord, 1996)
- Deja Vu (Concord, 1999)
- Off Broadway (Nagel-Heyer, 2000)
- Blues for a Gypsy (Acoustic Disc, 2001)
- Kong Man (VMD)
- Vignola Plays Gershwin (Mel Bay, 2007)
- Just Between Frets, con Tommy Emmanuel (Groovemasters, 2009)
- Standards Live, con Bucky Pizzarelli (Frank Vignola, 2009)
- 100 Years of Django (Azica Records, 2010)
- Melody Magic (Azica Records, 2013)